# سينات بروبيرتيز
سينات بروبيرتيز ( الفنلندية: Senaatti-kiinteistöt ) ، ( السويدية: Senatfastigheter ) هي شركة فنلندية غير مدمجة مملوكة للدولة ، والتي تدير جزءًا كبيرًا من الأصول العقارية المملوكة لجمهورية فنلندا .

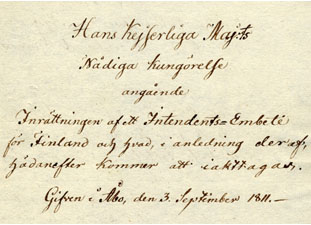
إعلان تم تقديمه 3 سبتمبر ١٨١١، أصدر القيصر ألكسندر الأول ملك روسيا مرسومًا بإنشاء مكتب المراقب. خط اليد باللغة السويدية.

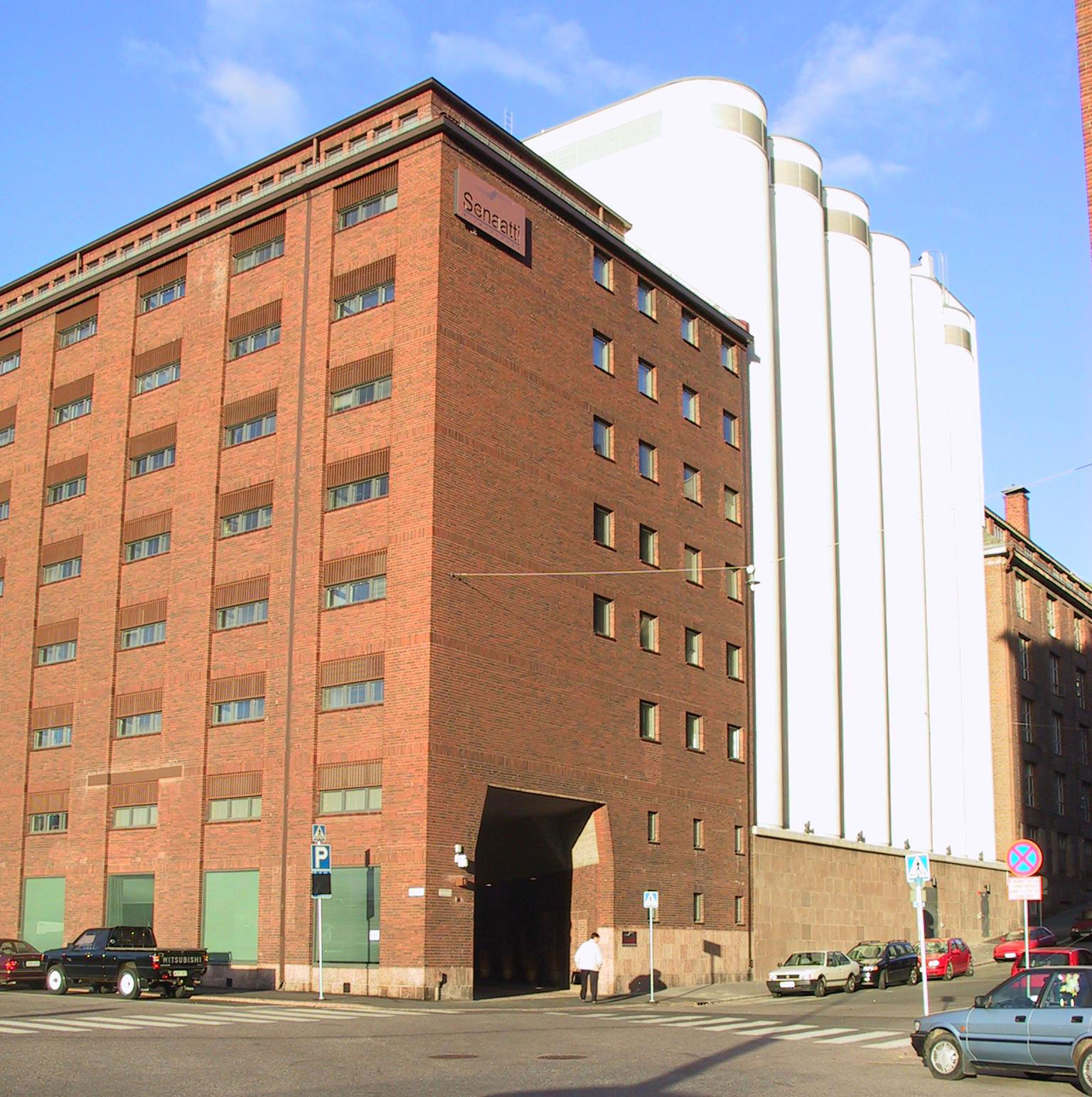
المقر الرئيسي لسينات بروبيرتيز في سورناينن ، هلسنكي.

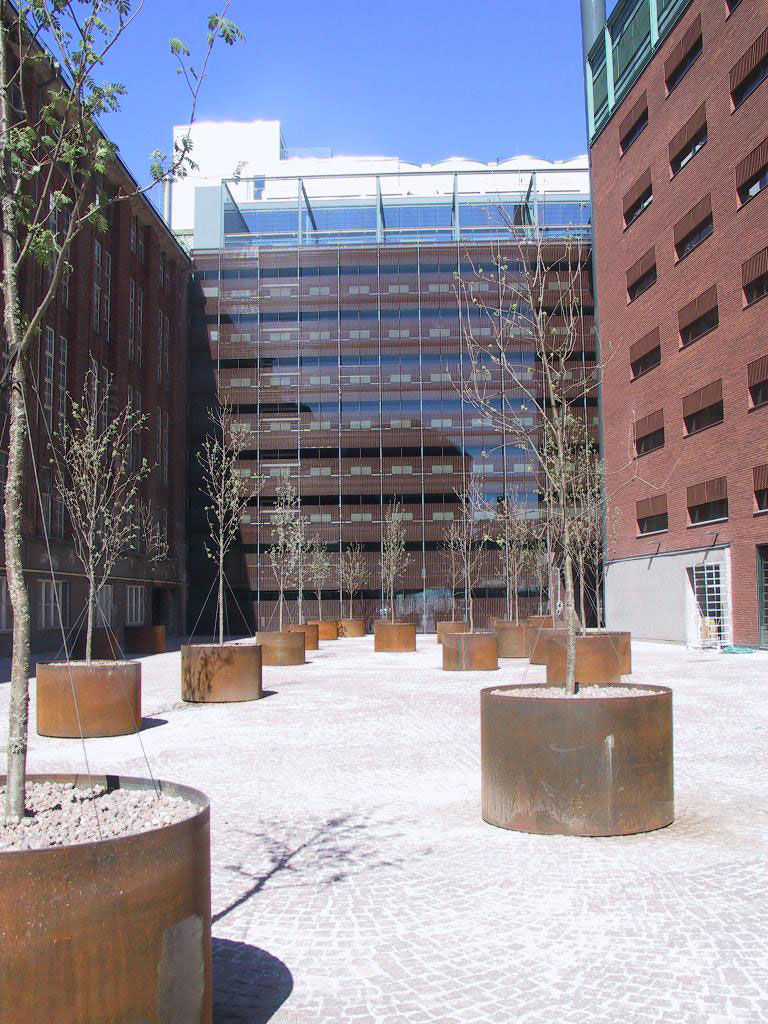
المقر الرئيسي لشركة سينات بروبيرتيز في سورنينين ، هلسنكي ، كما يظهر من الساحة الداخلية.

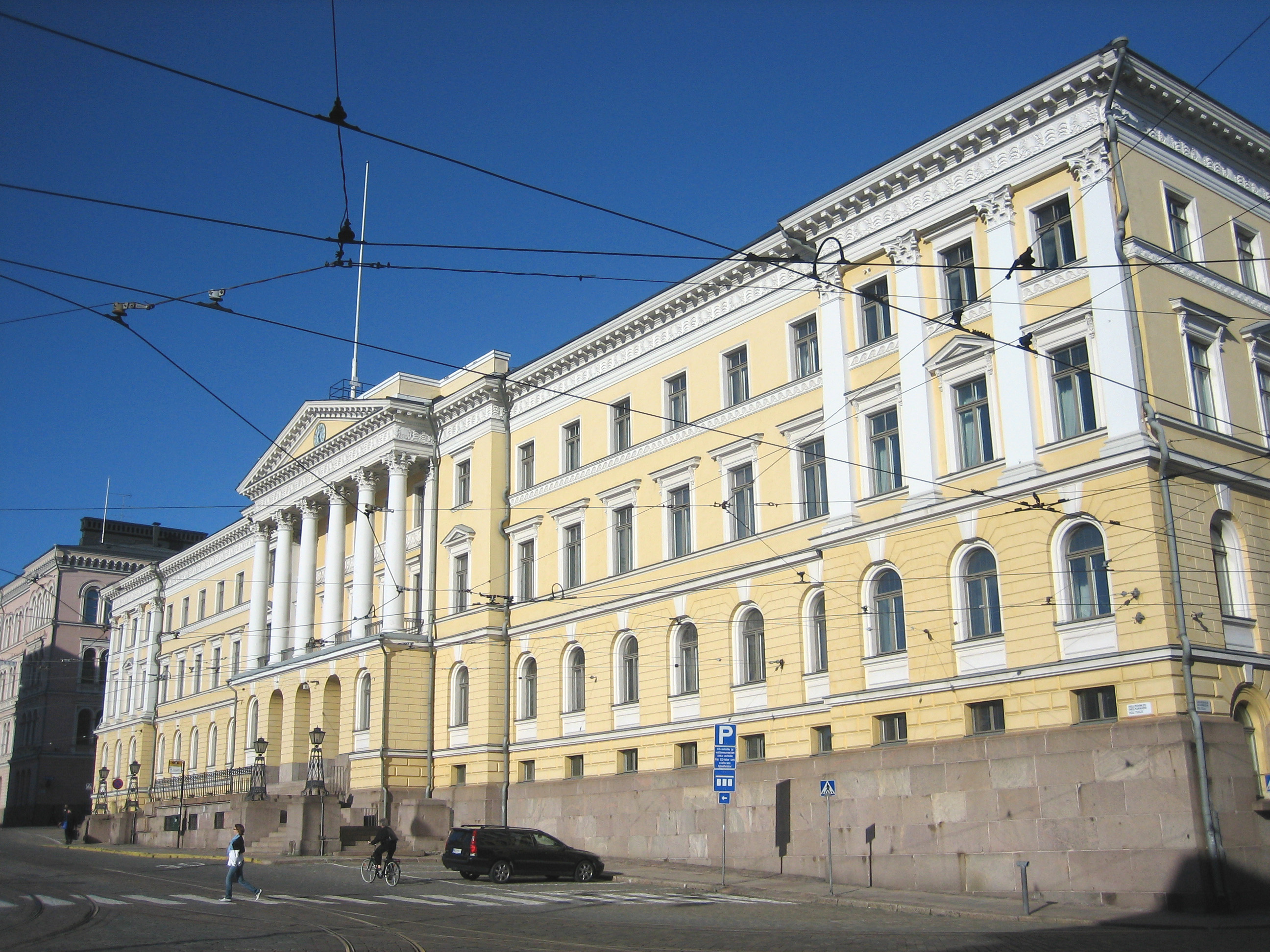
القصر الحكومي بالقرب من ساحة مجلس الشيوخ .
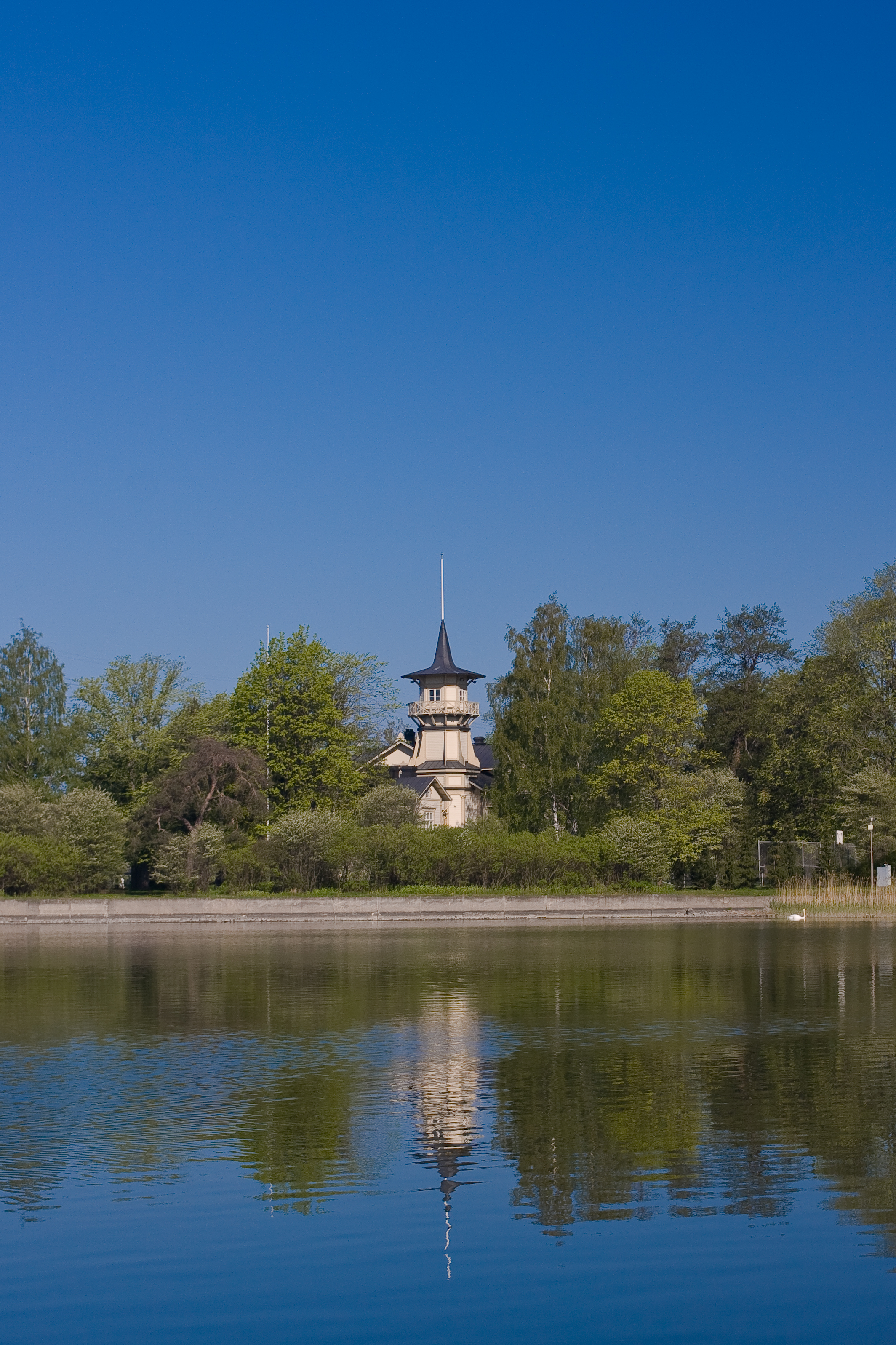
كيسرانتا ، المقر الرسمي لرئيس وزراء فنلندا ، في ميلاهتي .
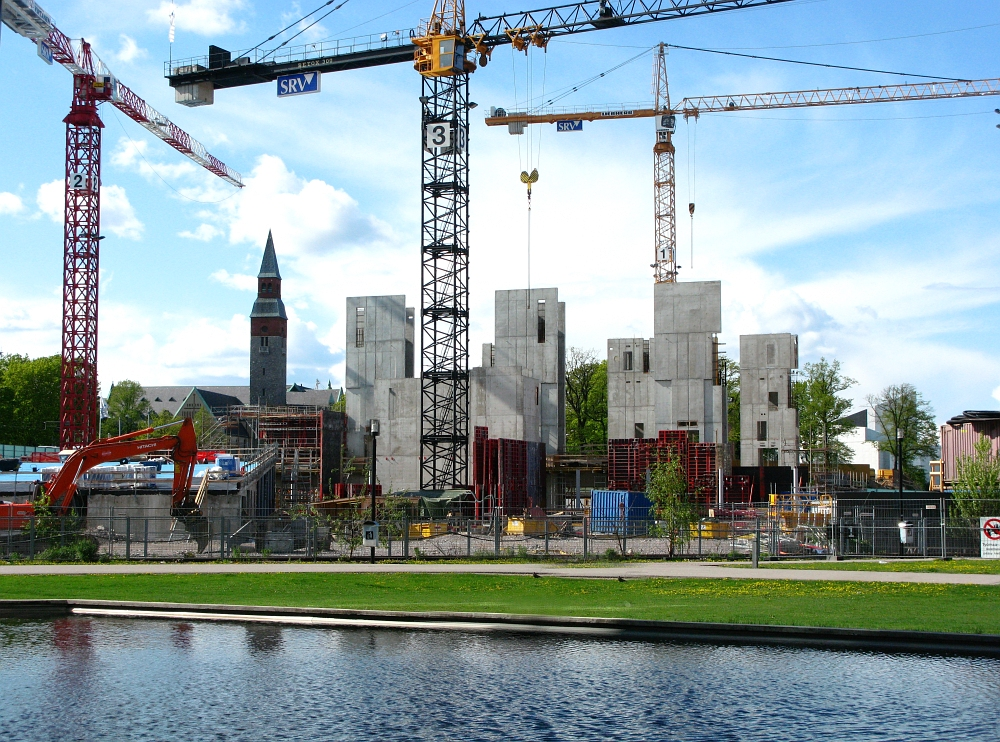
بناء مركز هلسنكي للموسيقى .
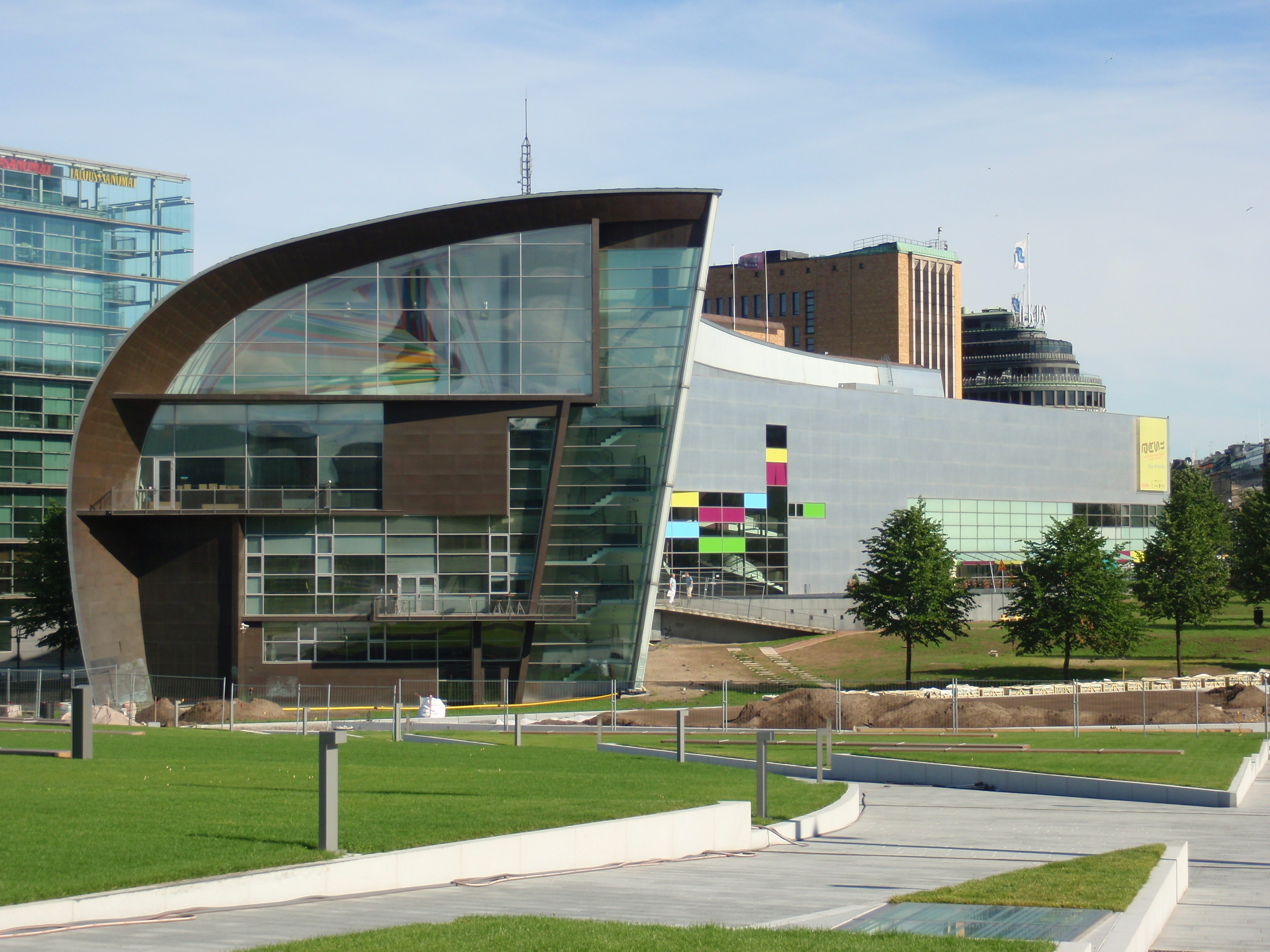
متحف الفن المعاصر Kiasma في مانرهايمينتي .
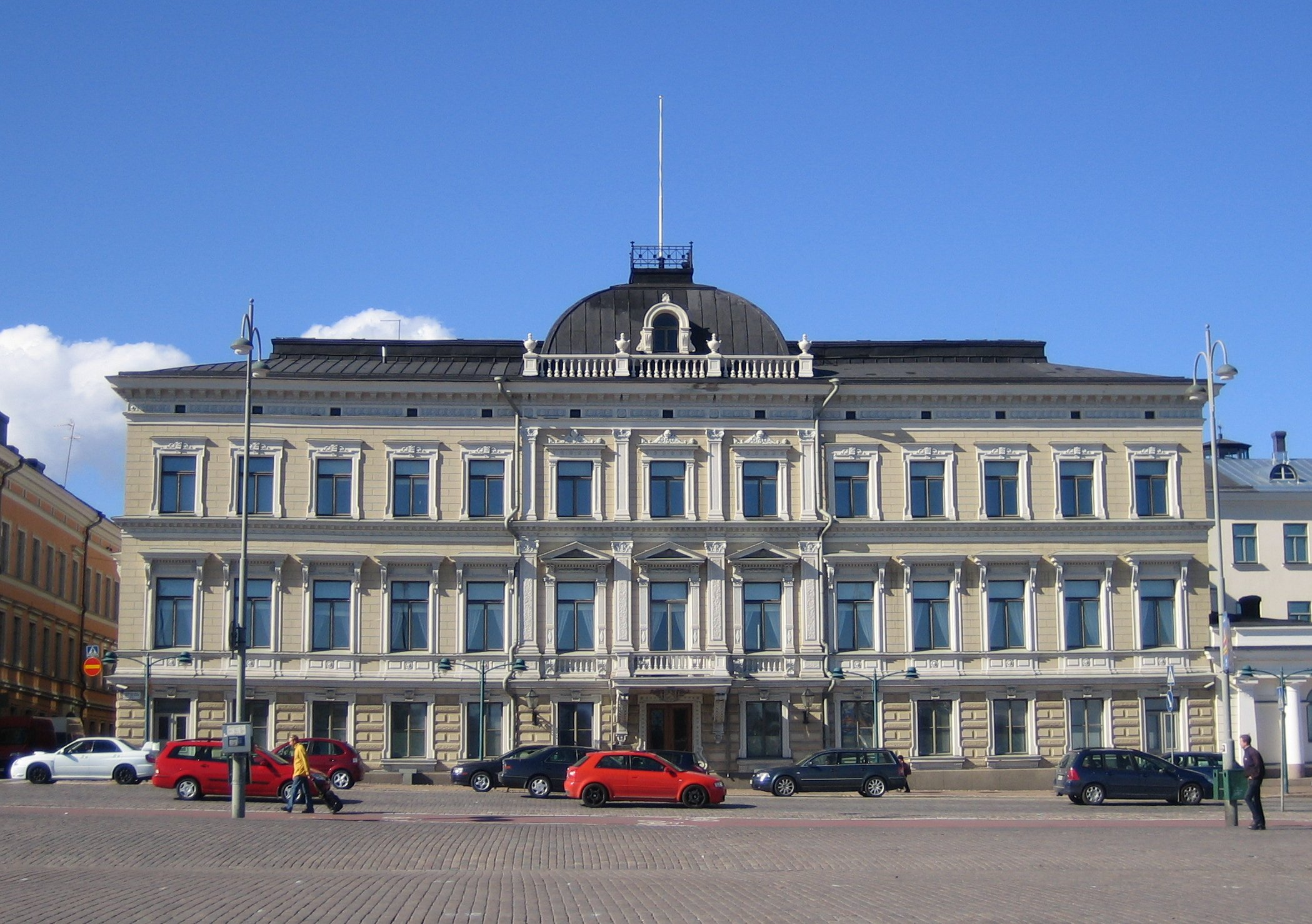
المحكمة العليا في فنلندا في Pohjoisesplanadi .
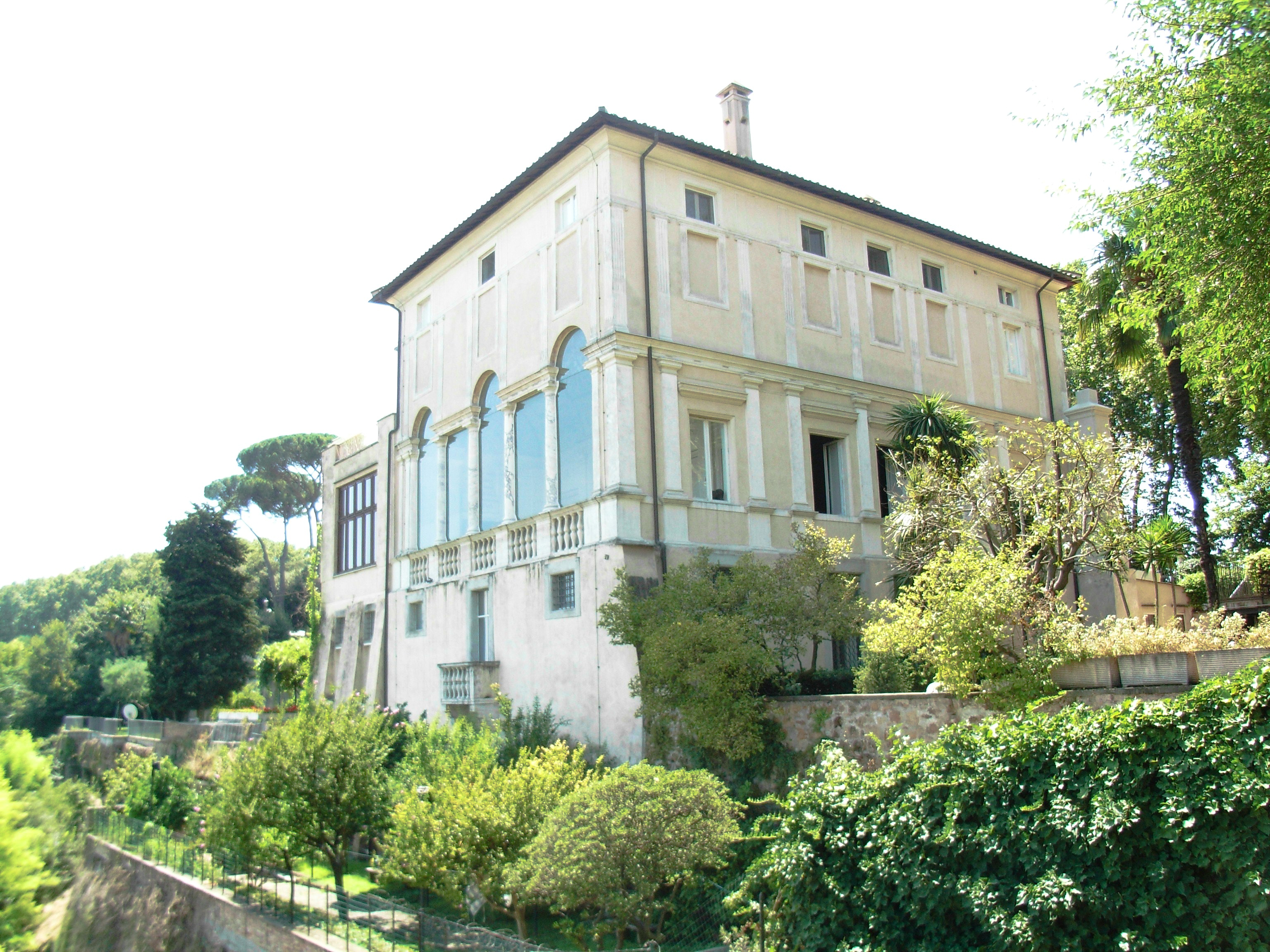
فيلا لانتي آل جيانيكولو في روما ، إيطاليا .
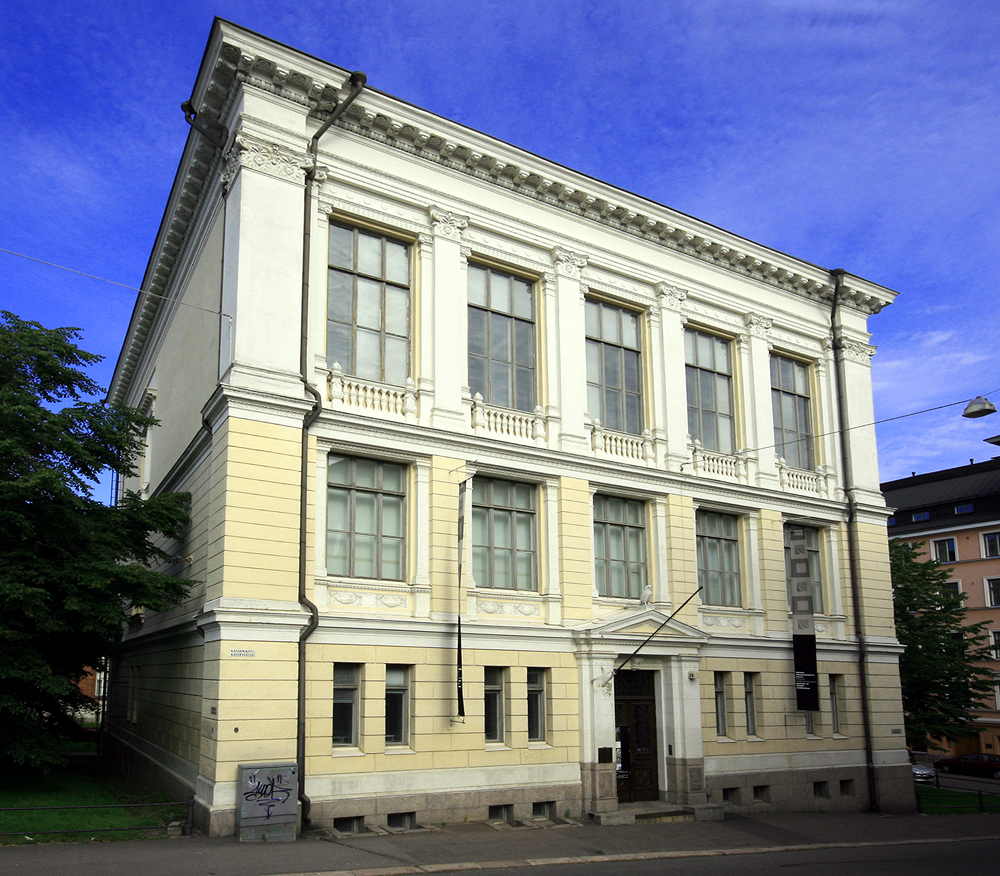
متحف الهندسة المعمارية الفنلندية .
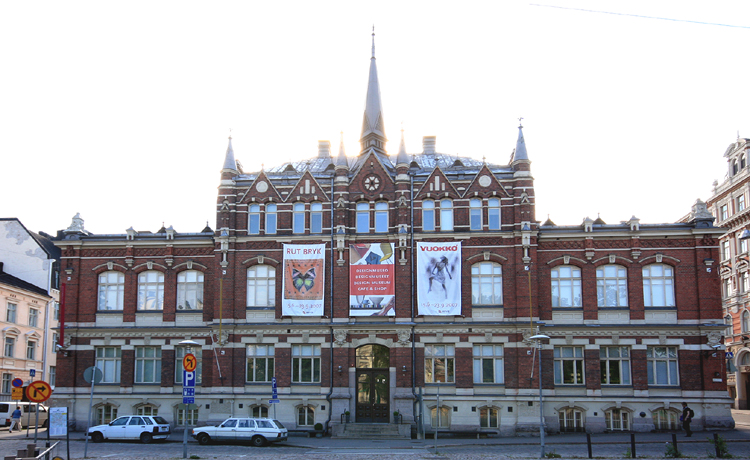
متحف التصميم، هلسنكي .
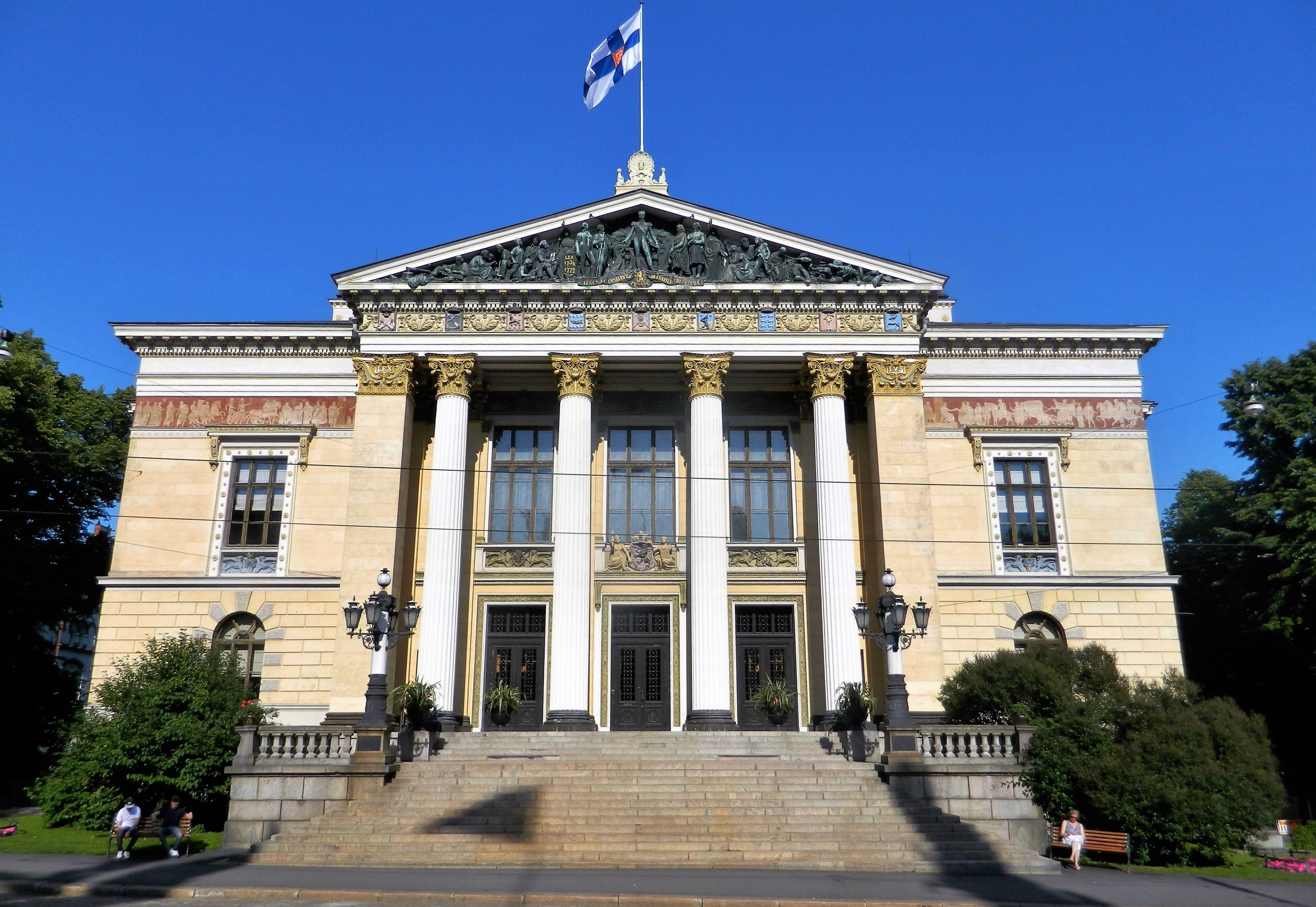
بيت العقارات .
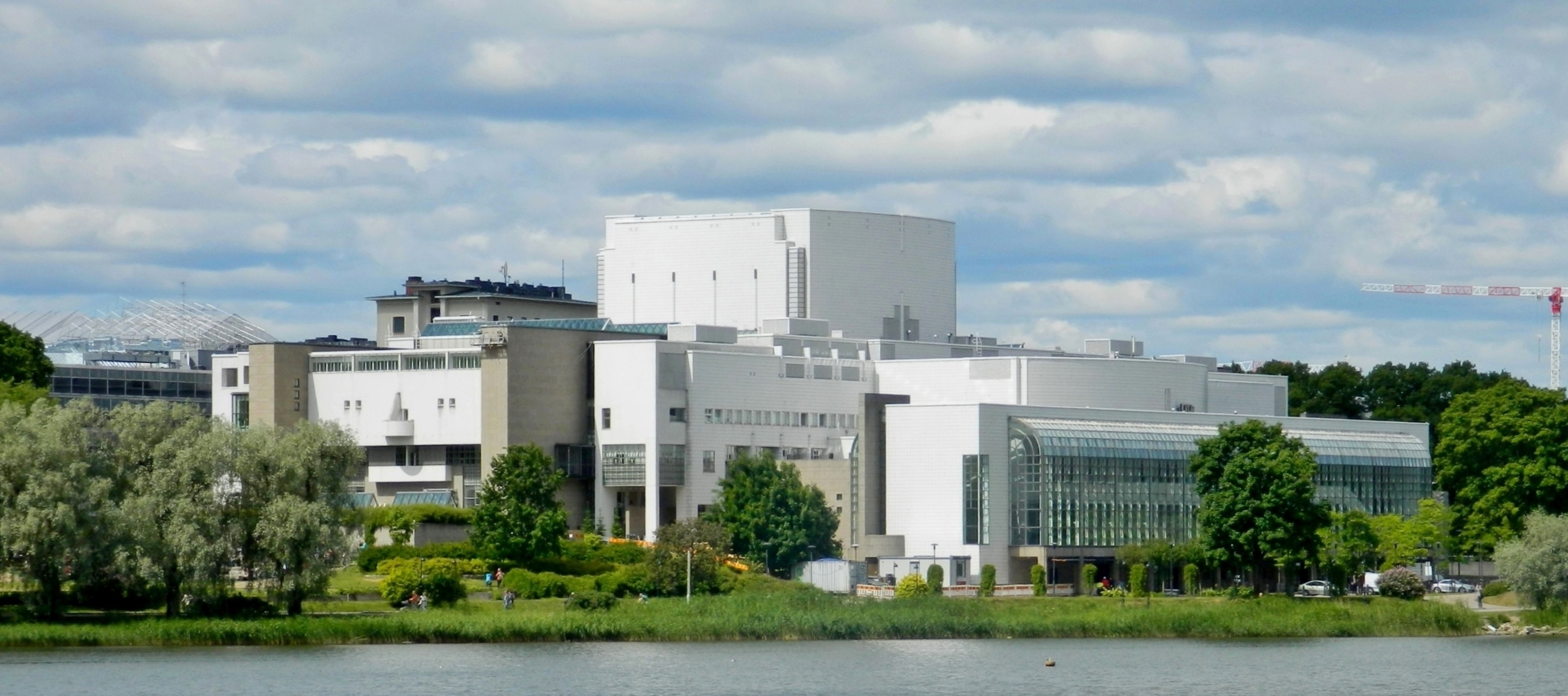
مبنى الأوبرا الوطنية الفنلندية .
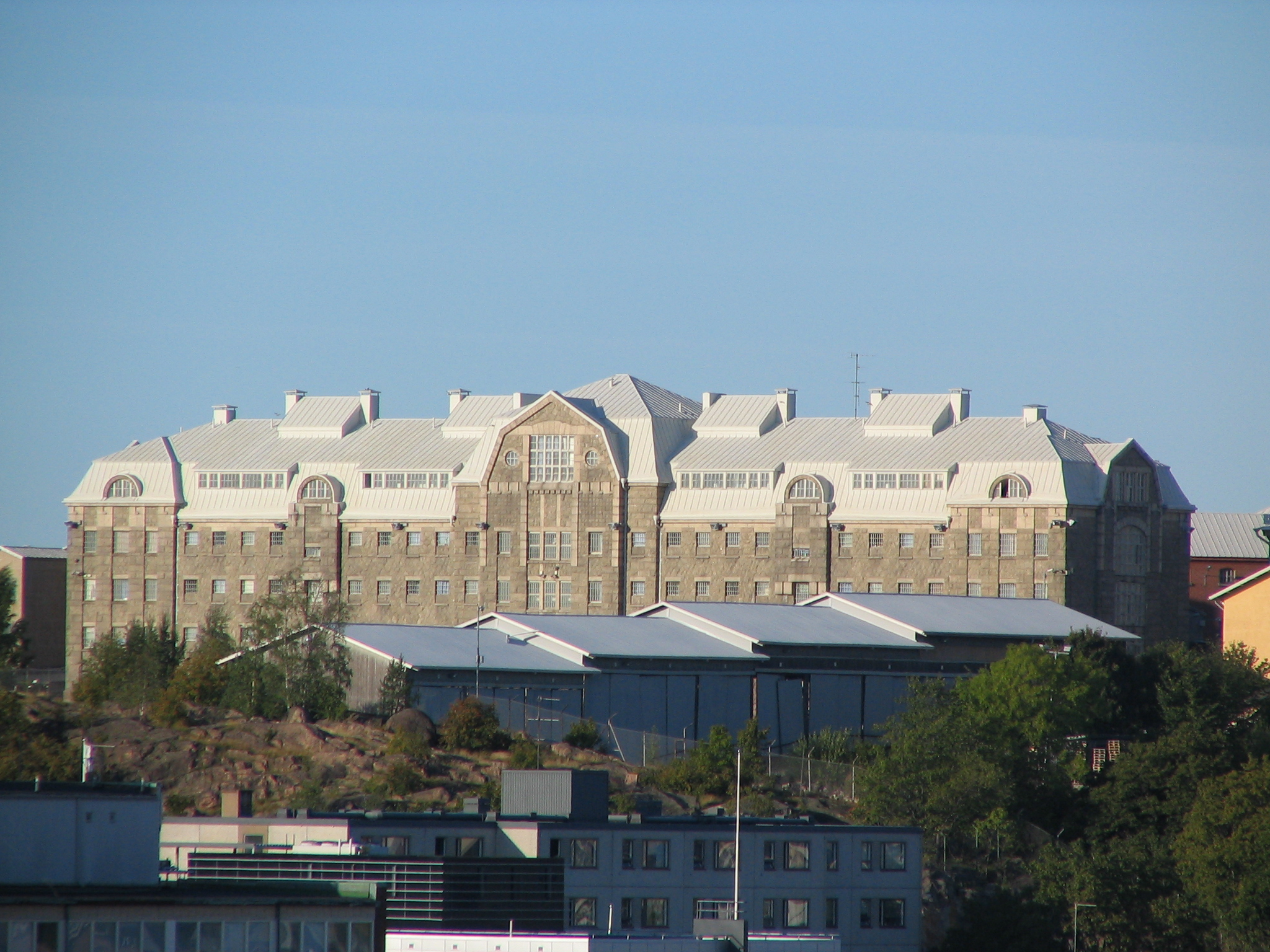
سجن توركو المركزي — “ كاكولا ” — توقف عن العمل منذ عام 2007.
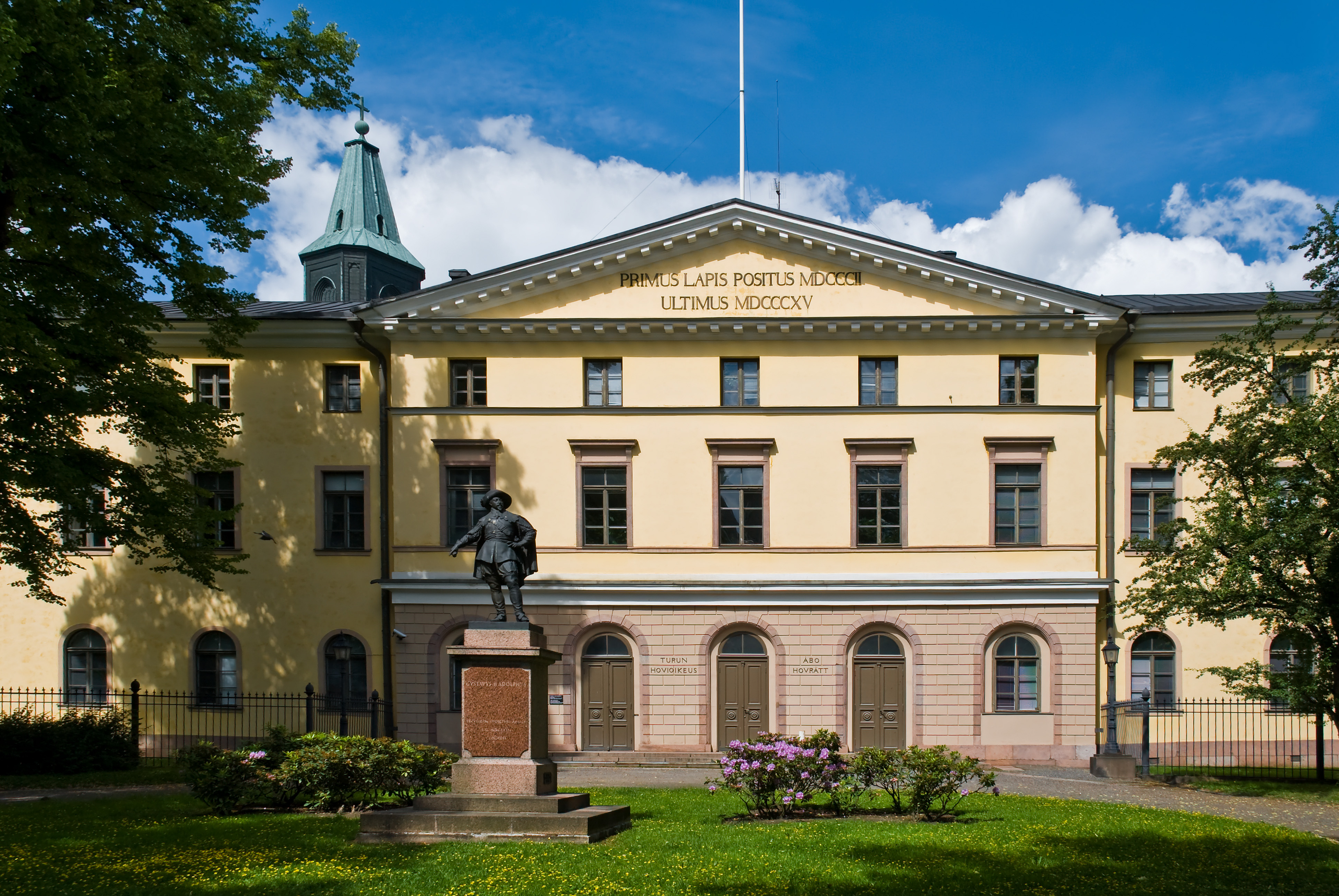
مبنى محكمة الإستئناف في توركو .
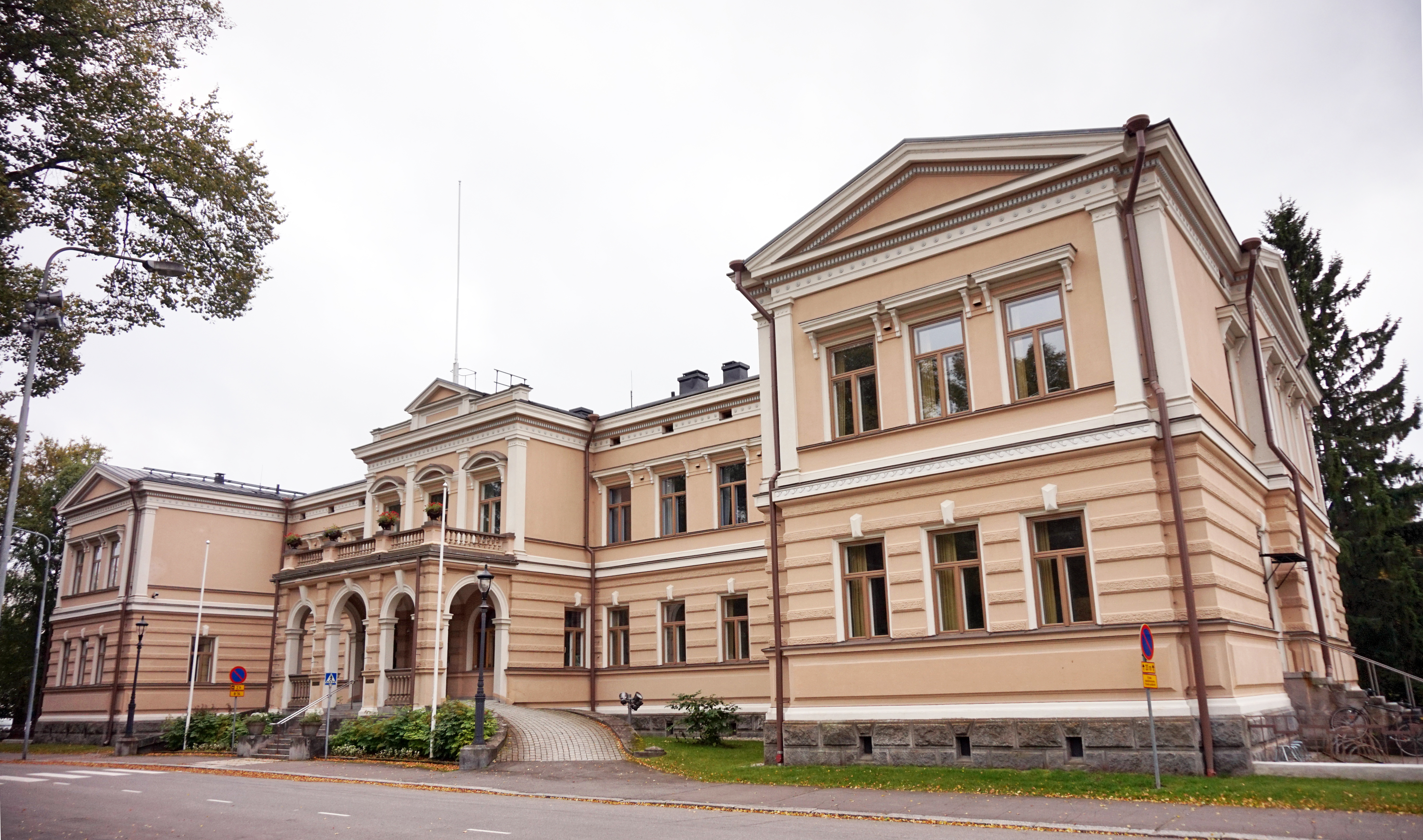
المكتب الإقليمي للدولة في كووبيو
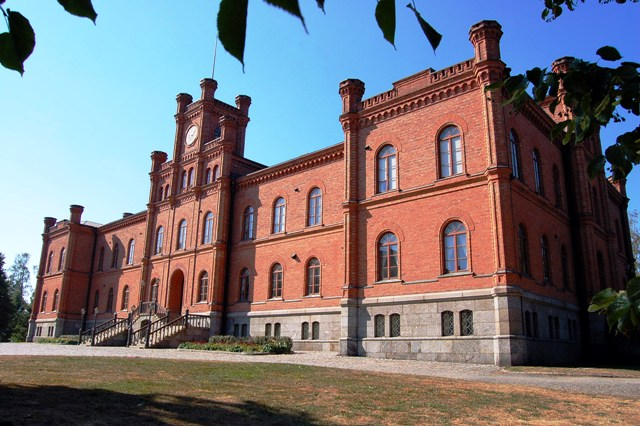
مبنى محكمة الإستئناف في فاسا .

## روابط خارجية
- الموقع الرسمي